# Margit Slachta
Margit Slachta, född 1884, död 1974, var en ungersk politiker.
Hon blev 1920 sitt lands första kvinnliga parlamentariker. 